# Queen & Slim
Queen & Slim es una película dramática estadounidense de crimen callejero estadounidense de 2019 dirigida por Melina Matsoukas (en su debut como directora) y con un guion de Lena Waithe de una historia de James Frey y Waithe. La película está protagonizada por Daniel Kaluuya, Jodie Turner-Smith, Bokeem Woodbine, Chloë Sevigny, Flea, Sturgill Simpson e Indya Moore. La trama sigue a dos afroamericanos que huyen después de asesinar a un agente de policía durante una parada de tráfico. 
Queen & Slim tuvo su estreno mundial en el AFI Fest el 14 de noviembre de 2019 y fue estrenada en cines en Estados Unidos el 27 de noviembre de 2019 por Universal Pictures. Recibió críticas positivas de los críticos y recaudó $47 millones de dólares.

## Argumento
Una abogada de defensa criminal, Queen, tiene una cena incómoda con su cita de Tinder Slim en un restaurante de Ohio. Slim lleva a Queen a casa después; su conducción supuestamente errática atrae la atención de un oficial de policía, que detiene a los dos y hace que Slim salga del auto. El oficial continúa buscando a la persona de Slim, luego con permiso de Slim se le permite buscar en su baúl. Cuando Slim le pregunta si puede darse prisa, ya que hace frío, el oficial saca su arma sobre Slim, y cuando Queen sale y trata de sacar su teléfono para grabar, él le dispara en la pierna. Slim aborda al oficial y se produce una pelea, lo que hace que Slim agarre el arma del oficial y le dispare con ella. Queen le dice a Slim que deben huir o pasar el resto de sus vidas en prisión. Cuando se quedan sin gasolina, la pareja baja a una camioneta en busca de ayuda. El conductor, Edgar, resulta ser un sheriff en Kentucky. En la estación de servicio, Edgar recibe un aviso en su radio sobre la muerte del oficial de Ohio e identifica a Queen y Slim como los sospechosos. Sostienen a Edgar a punta de pistola y roban su camioneta, atrapándolo en la cajuela de su auto averiado.
Queen y Slim viajan a Nueva Orleans a la casa de su tío Earl, un proxeneta, en busca de ayuda. Aunque Earl es reacio, Queen lo convence de que los ayude, ya que ella lo había ayudado a evitar la cárcel por el asesinato accidental de su madre. Slim propone que escapen a Cuba, y Earl les dice que cuando estaba sirviendo en Irak, salvó la vida de un Sr. Shepherd que podría ayudarlos a llegar allí desde Miami. Queen y Slim finalmente toman uno de los autos de Earl y se dirigen hacia Florida. Mientras continúan conduciendo por la mañana, el auto de la pareja se descompone. Se lo llevan a un mecánico negro cuyo hijo adolescente, Junior, expresa su admiración por ellos, que ahora se han vuelto ampliamente reconocibles y un símbolo.
Al día siguiente, Queen visita la tumba de su madre con Slim y comparte su dolor por la relación que tuvo con su madre, y las dos tienen relaciones sexuales en el automóvil. En otra parte, en una protesta en apoyo de Queen y Slim, Junior apunta con un arma a un oficial negro y le dispara impulsivamente en la cara, y posteriormente es asesinado. Queen y Slim llegan a la casa de los Shepherds, pero un vecino los reconoce, y el equipo SWAT aparece afuera poco después. Los pastores, mientras cenan, les cuentan sobre la recompensa que les corresponde ($ 250K cada uno) y les dan instrucciones a la siguiente persona que pueda ayudarlos. Durante la cena, el Sr. Shepherd de repente les dice a Queen y Slim que se escondan en un espacio bajo la cama en su habitación hasta que la costa esté despejada. Poco después, el equipo SWAT irrumpe en la puerta y registra la casa.
Al día siguiente, salen del espacio de acceso y salen de la casa hacia el patio a través de la ventana, en cuyo momento la Reina se disloca el hombro. La pareja accede a un garaje trasero, y Slim reubica el hombro de Queen, haciéndola llorar de dolor. Esto atrae la atención de uno de los oficiales publicado afuera del frente de la casa. Cuando el joven oficial negro le pregunta a su compañero si escuchó el ruido, el oficial blanco mayor le dice condescendientemente que vaya y mire. Cuando la pareja intenta huir del garaje de los Pastores, el oficial negro se topa con ellos, pero los deja ir.
Luego, la pareja conduce el automóvil hasta el lugar donde deben encontrarse con la siguiente persona, pero es la mitad de la noche y no hay nadie allí. Deciden dormir en el auto hasta la mañana. Por la mañana, de repente son despertados por un hombre que les apunta con una escopeta a través de la ventana. Él les dice que lo sigan a su remolque, ya que puede guiarlos a un amigo con un avión que puede alejarlos. Después de hacer algunas llamadas, los conduce a la pista y los deja donde un avión está esperando para despegar. Mientras los dos caminan hacia el avión, un escuadrón de policías llega detrás de ellos.
Un policía en un altavoz sigue ordenando a la pareja que caiga al suelo, lo que ignoran. Un policía le dispara a Queen en el pecho y la mata al instante. Devastada, Slim levanta su cadáver y la lleva hacia los policías, llevándolos a matarlo también. Se publican noticias sobre el trágico final de la cacería humana y se hacen públicos los nombres reales de la pareja, Angela Johnson y Earnest Hines. El hombre que los dejó en el asfalto se muestra en su remolque contando una gran cantidad de efectivo, lo que indica que, de hecho, estaba trabajando con la policía y recibió la recompensa como recompensa. Cientos de civiles asisten a sus funerales y los ven como mártires y héroes.

## Reparto
- Daniel Kaluuya como Ernest "Slim" Hines.
- Jodie Turner-Smith como Angela "Queen" Johnson.
- Bokeem Woodbine como Tío Earl Johnson.
- Chloë Sevigny como la Señora Shepherd.
- Flea como el Señor Shepherd.
- Sturgill Simpson como Oficial Larry Reed.
- Indya Moore como Diosa, la niña de Earl.
- Benito Martinez como Sheriff Edgar.
- Jahi Di'Allo Winston como Junior.
- Gralen Bryant Banks como Hombre Negro Mayor.
- Dickson Obahor como Gran Hombre Negro.
- Bryant Tardy como Chubby Thom.
- Gossom Jr. como el padre de Slim.
- Melanie Halfkenny como Naomi.

## Producción
El 19 de julio de 2018, se anunció que la compañía de producción Makeready ganó una guerra de ofertas para cofinanciar la película dramática y de suspenso Queen & Slim, con un guion de Lena Waithe a partir de una idea original de James Frey, y que sería protagonizada por Daniel Kaluuya y dirigida por Melina Matsoukas. En noviembre de 2018, Jodie Turner-Smith fue elegida para actuar junto a Kaluuya. En marzo de 2019, Chloë Sevigny se unió al elenco de la película.
La fotografía principal comenzó en enero de 2019. La producción finalizó el 22 de marzo de 2019.

## Música
El álbum de partituras para Queen & Slim fue compuesto por el músico inglés Dev Hynes. Al elegir el compositor de partituras, Matsoukas dijo que quería un "compositor negro que pudiera vivir entre el clásico, el hip-hop y el pop actual", y preguntó "¿Quién sería nuestro Quincy Jones actual?". Matsoukas luego recurrió a Solange Knowles para pedirle consejo, Knowles sugirió a Hynes.

## Estreno
Queen & Slim tuvo su estreno mundial en el AFI Fest el 14 de noviembre de 2019. Fue estrenada en cines en los Estados Unidos el 27 de noviembre de 2019 por Universal Pictures. Fue estrenada en el Reino Unido en enero de 2020.

## Recepción

### Taquilla
En los Estados Unidos y Canadá, Queen & Slim fue lanzada junto a Knives Out, y se proyecta que recaudará entre 12 y 16 millones de dólares desde 1625 salas de cine durante su fin de semana de estreno de cinco días. Ganó $1.7 millones en su primer día, miércoles, y $2.4 millones el jueves, que fue el Día de Acción de Gracias. Pasó a $11.9 millones brutos durante su fin de semana de apertura (un total de cinco días de $16 millones), terminando cuarto en la taquilla. En su segundo fin de semana, la película ganó $6.5 millones (una caída del 45%), quedando en el cuarto lugar.

### Crítica
El sitio web del agregador de revisiones Rotten Tomatoes informó una calificación de aprobación del 82% basada en 205 revisiones, con una calificación promedio de 7.39/10. El consenso de críticos del sitio dice: "Elegante, provocativa y poderosa, Queen & Slim cuenta una apasionante historia fugitiva llena de subtexto oportuno y reflexivo". Metacritic, otro agregador de reseñas, asignó a la película una puntuación promedio ponderada de 74 de 100 basados en 43 críticos, que indican "críticas generalmente favorables". El público encuestado por CinemaScore le dio a la película una calificación promedio de "A–" en una escala de A+ a F, mientras que aquellos en PostTrak le dieron un promedio de 5 de 5 estrellas, con un 79% diciendo que definitivamente lo recomendarían.
Mark Kermode de The Guardian asignó a la película cuatro de cinco estrellas escribiendo: "Al final es la historia de amor lo que hace que la película sea importante, conjurada con suficiente electricidad para permitir que las polémicas de la cabeza sean arrastradas por las pasiones del corazón". Johnny Oleksinki del New York Post elogió las actuaciones principales de Daniel Kaluuya y Jodie Turner-Smith. Adam White de The Independent lo calificó como "simultáneamente bello y preocupante" y elogió la dirección de Melina Matsoukas.

## Premios y nominaciones
| Premio                                                    | Fecha de ceremonia      | Categoría                                                                         | Nominado(s)                                | Resultado  | Referencias |
| --------------------------------------------------------- | ----------------------- | --------------------------------------------------------------------------------- | ------------------------------------------ | ---------- | ----------- |
| Asociación de Críticos de Cine Afroamericanos             | 10 de diciembre de 2019 | Premio al Impacto                                                                 | Melina Matsoukas, Lena Waithe y James Frey | Ganador    | [ 21 ]      |
| Asociación de Críticos de Cine Afroamericanos             | 10 de diciembre de 2019 | Las 10 Mejores Películas                                                          | Melina Matsoukas, Lena Waithe y James Frey | Ganador    | [ 21 ]      |
| Premios de la Alianza de Mujeres Periodistas de Cine      | 10 de enero de 2020     | Mejor Actuación Innovadora de la Mujer                                            | Jodie Turner-Smith                         | Nominada   | [ 22 ]      |
| Premios de la Asociación de Críticos de Cine de Austin    | 6 de enero de 2020      | Mejor Primera Película                                                            | Melina Matsoukas                           | Nominada   | [ 23 ]      |
| Premios del Círculo de Críticos de Cine Negro             | 19 de diciembre de 2019 | Mejor Imagen                                                                      | Melina Matsoukas, Lena Waithe y James Frey | Nominadas  | [ 24 ]      |
| Premios del Círculo de Críticos de Cine Negro             | 19 de diciembre de 2019 | Mejor Guion Original                                                              | Lena Waithe                                | Ganadora   | [ 24 ]      |
| Premios Black Reel                                        | 6 de febrero de 2020    | Película Sobresaliente                                                            | Melina Matsoukas, Lena Waithe y James Frey | Nominadas  | [ 25 ]      |
| Premios Black Reel                                        | 6 de febrero de 2020    | Directora Destacada                                                               | Melina Matsoukas                           | Nominada   | [ 25 ]      |
| Premios Black Reel                                        | 6 de febrero de 2020    | Directora Emergente Destacada                                                     | Melina Matsoukas                           | Ganadora   | [ 25 ]      |
| Premios Black Reel                                        | 6 de febrero de 2020    | Actriz Sobresaliente                                                              | Jodie Turner-Smith                         | Nominada   | [ 25 ]      |
| Premios Black Reel                                        | 6 de febrero de 2020    | Rendimiento Sobresaliente, Femenino                                               | Jodie Turner-Smith                         | Nominada   | [ 25 ]      |
| Premios Black Reel                                        | 6 de febrero de 2020    | Actor Destacado                                                                   | Daniel Kaluuya                             | Nominado   | [ 25 ]      |
| Premios Black Reel                                        | 6 de febrero de 2020    | Excelente Guion, Adaptado u Original                                              | Lena Waithe                                | Nominada   | [ 25 ]      |
| Premios Black Reel                                        | 6 de febrero de 2020    | Excelente Primer Guion                                                            | Lena Waithe                                | Ganadora   | [ 25 ]      |
| Premios Black Reel                                        | 6 de febrero de 2020    | Puntuación Original Excepcional                                                   | Dev Hynes                                  | Nominado   | [ 25 ]      |
| Premios Black Reel                                        | 6 de febrero de 2020    | Cinematografía Excepcional                                                        | Tad Radcliffe                              | Ganador    | [ 25 ]      |
| Premios Black Reel                                        | 6 de febrero de 2020    | Diseño de Vestuario Excepcional                                                   | Shiona Turini                              | Nominada   | [ 25 ]      |
| Premios Black Reel                                        | 6 de febrero de 2020    | Diseño de Producción Excepcional                                                  | Karen Murphy                               | Nominada   | [ 25 ]      |
| Premios Black Reel                                        | 6 de febrero de 2020    | Canción Original Excepcional                                                      | "Collide" (por Tiana Major9 y EarthGang)   | Ganadores  | [ 25 ]      |
| Premios Black Reel                                        | 6 de febrero de 2020    | Canción Original Excepcional                                                      | "Guarding the Gates" (por Lauryn Hill)     | Nominada   | [ 25 ]      |
| Premios del Gremio de Diseñadoras de Vestuario            | 28 de enero de 2020     | Excelencia en Cine Contemporáneo                                                  | Shiona Turini                              | Nominada   | [ 26 ]      |
| Premios del Sindicato de Directores                       | 25 de enero de 2020     | Dirección Sobresaliente - Largometraje por Primera Vez                            | Melina Matsoukas                           | Nominada   | [ 27 ]      |
| Premios del Círculo de Críticos de Cine de Florida        | 23 de diciembre de 2019 | Mejor Primera Película                                                            | Melina Matsoukas                           | Ganadora   | [ 28 ]      |
| Premios del Gremio de Supervisores de Música              | 6 de febrero de 2020    | Mejor Supervisión Musical Para Películas Presupuestadas por Menos de $25 Millones | Kier Lehman                                | Ganador    | [ 29 ]      |
| Premios de la Sociedad de Críticos de Cine de Hawái       | 14 de enero de 2020     | Mejor Primera Película                                                            | Melina Matsoukas                           | Nominada   | [ 30 ]      |
| Premios de la Sociedad de Críticos de Cine de Hawái       | 14 de enero de 2020     | Mejor Nuevo Cineasta                                                              | Melina Matsoukas                           | Nominada   | [ 30 ]      |
| Premios Hollywood Music in Media                          | 20 de noviembre de 2019 | Supervisión Musical Excepcional - Película                                        | Kier Lehman                                | Nominado   | [ 31 ]      |
| Premios Hollywood Music in Media                          | 20 de noviembre de 2019 | Mejor Álbum de Banda Sonora                                                       | Queen & Slim Soundtrack                    | Nominado   | [ 31 ]      |
| Premios de la Asociación de Críticos de Hollywood         | 9 de enero de 2020      | Mejor Primer Largometraje                                                         | Melina Matsoukas                           | Nominada   | [ 32 ]      |
| Premios de Editores de Sonido de Películas                | 19 de enero de 2020     | Logro Sobresaliente en Edición de Sonido - Música Subrayado                       | Joseph S. DeBeasi                          | Nominado   | [ 33 ]      |
| NAACP Image Awards                                        | 22 de febrero de 2020   | Película Excepcional                                                              | Queen & Slim                               | Nominada   | [ 34 ]      |
| NAACP Image Awards                                        | 22 de febrero de 2020   | Conjunto Excepcional en una Película                                              | Queen & Slim                               | Nominada   | [ 34 ]      |
| NAACP Image Awards                                        | 22 de febrero de 2020   | Excelente Película Independiente                                                  | Queen & Slim                               | Nominada   | [ 34 ]      |
| NAACP Image Awards                                        | 22 de febrero de 2020   | Mejor Actor en una Película                                                       | Daniel Kaluuya                             | Nominado   | [ 34 ]      |
| NAACP Image Awards                                        | 22 de febrero de 2020   | Mejor Actriz en una Película                                                      | Jodie Turner-Smith                         | Nominada   | [ 34 ]      |
| NAACP Image Awards                                        | 22 de febrero de 2020   | Papel Destacado en una Película                                                   | Jodie Turner-Smith                         | Nominada   | [ 34 ]      |
| NAACP Image Awards                                        | 22 de febrero de 2020   | Excelente Banda Sonora/Álbum de Compilación                                       | Queen & Slim Soundtrack                    | Nominada   | [ 34 ]      |
| National Board of Review                                  | 3 de diciembre de 2019  | Mejor Debut Como Director                                                         | Melina Matsoukas                           | Ganadora   | [ 35 ]      |
| Asociación en Línea de Críticos de Cine Femeninos         | 23 de diciembre de 2019 | Cineasta Innovador                                                                | Melina Matsoukas                           | Nominada   | [ 36 ]      |
| Premios de la Sociedad de Críticos de Cine en Línea       | 6 de enero de 2020      | Mejor Función de Debut                                                            | Melina Matsoukas                           | Nominada   | [ 37 ]      |
| Premios de la Asociación de Críticos de Cine de St. Louis | 15 de diciembre de 2019 | Mejor Guion Original                                                              | Lena Waithe                                | Nominada   | [ 38 ]      |
| Premios de la Asociación de Críticos de Cine de Toronto   | 8 de diciembre de 2019  | Mejor Primer Largometraje                                                         | Melina Matsoukas                           | Nominada   | [ 39 ]      |
| Premios del Círculo de Críticos de Mujeres                | 9 de diciembre de 2019  | Mejor Mujer Narradora                                                             | Lena Waithe                                | Nominada   | [ 40 ]      |
| Premios del Círculo de Críticos de Mujeres                | 9 de diciembre de 2019  | La Mejor Igualdad de los Sexos                                                    | Queen & Slim                               | Nominada   | [ 40 ]      |
| Premios del Círculo de Críticos de Mujeres                | 9 de diciembre de 2019  | Mejor Pareja de Pantalla                                                          | Daniel Kaluuya y Jodie Turner-Smith        | Nominados  | [ 40 ]      |
| Premios del Círculo de Críticos de Mujeres                | 9 de diciembre de 2019  | Premio Josephine Baker                                                            | Queen & Slim                               | Subcampeón | [ 40 ]      |